# شوح بلسمي
التنوب البلسمي أو تنوب عيد الميلاد أو التنوب الصنوبري أو الشوح البلسمي أو بلسم كندا (بالإنجليزية: Abies balsamea)‏ نوع نباتي شجري ينتمي إلى جنس التنوب من الفصيلة الصنوبرية.

## الانتشار
موطنه معظم مناطق شرق ووسط وغرب كندا وصولاً إلى ألبرتا وشمال شرق الولايات المتحدة من مين إلى مينسوتا.

## معرض صور

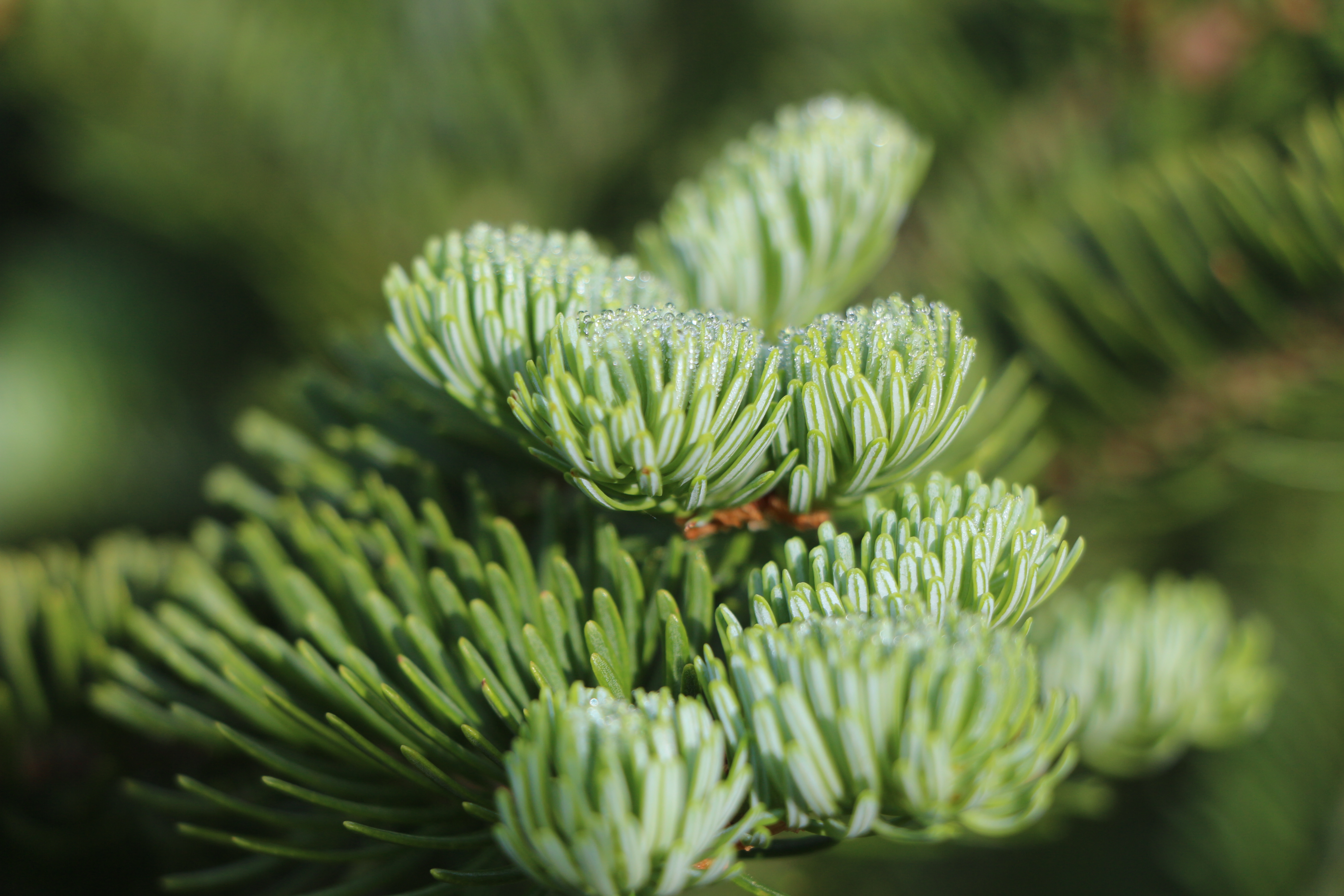
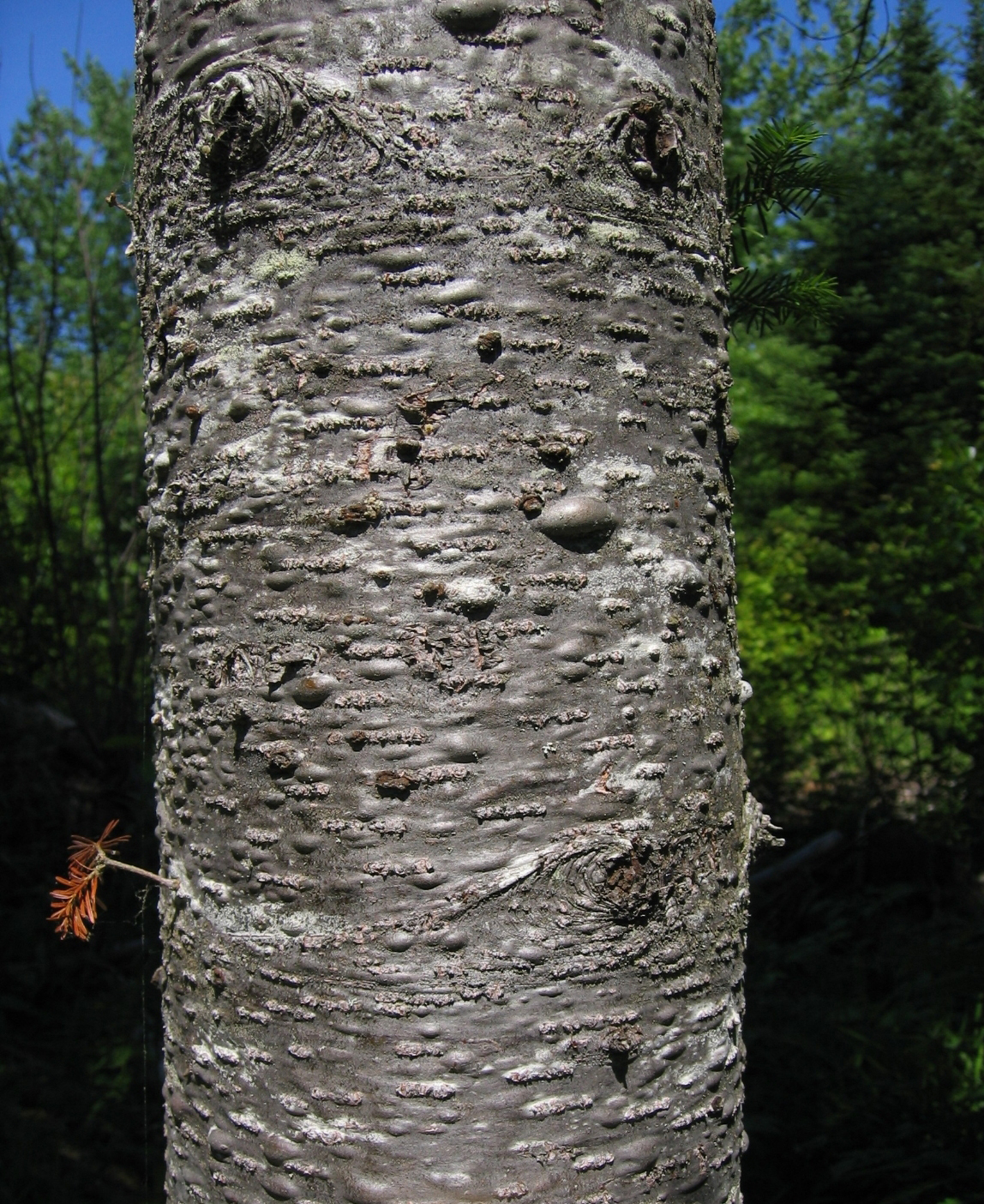
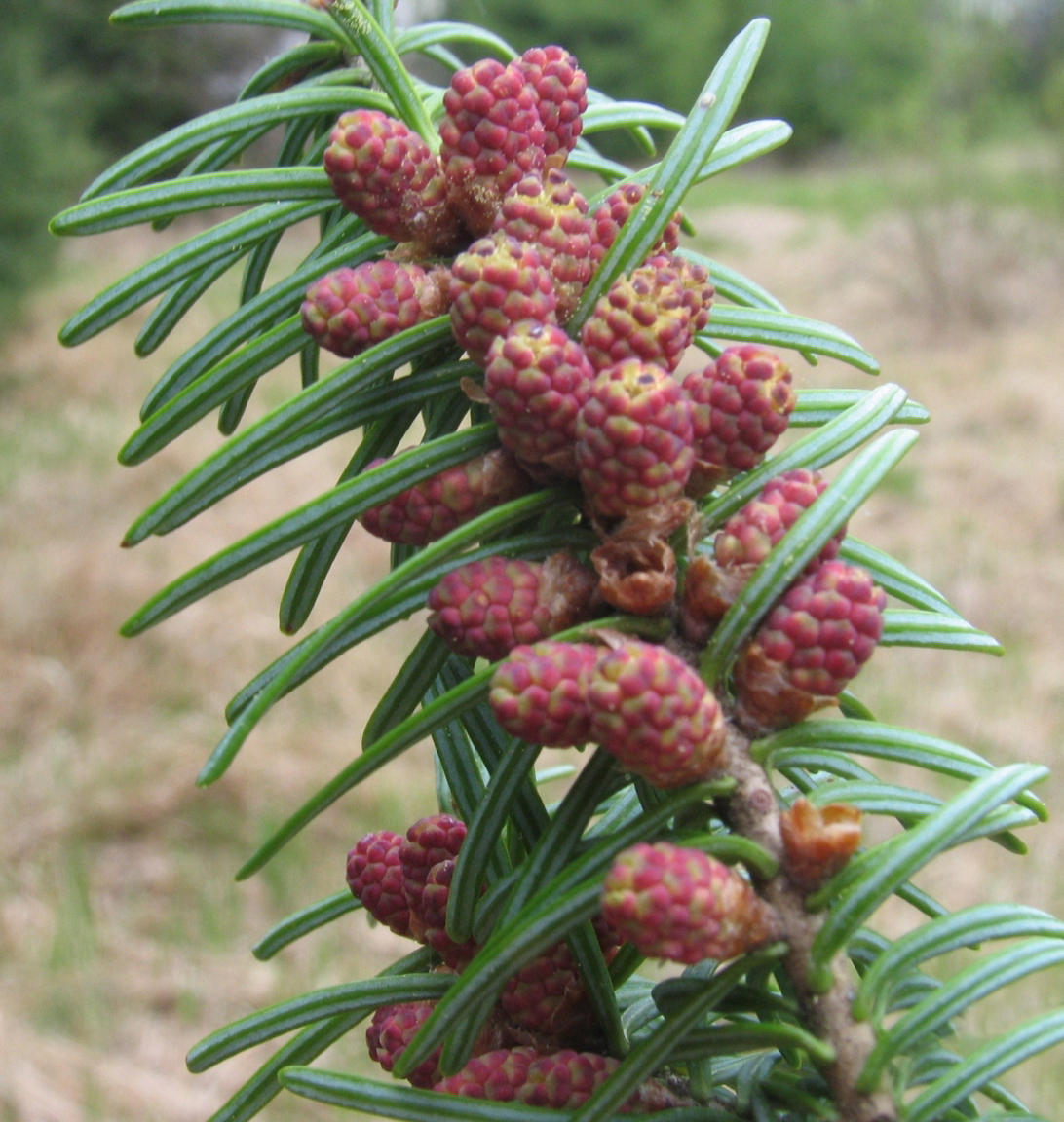
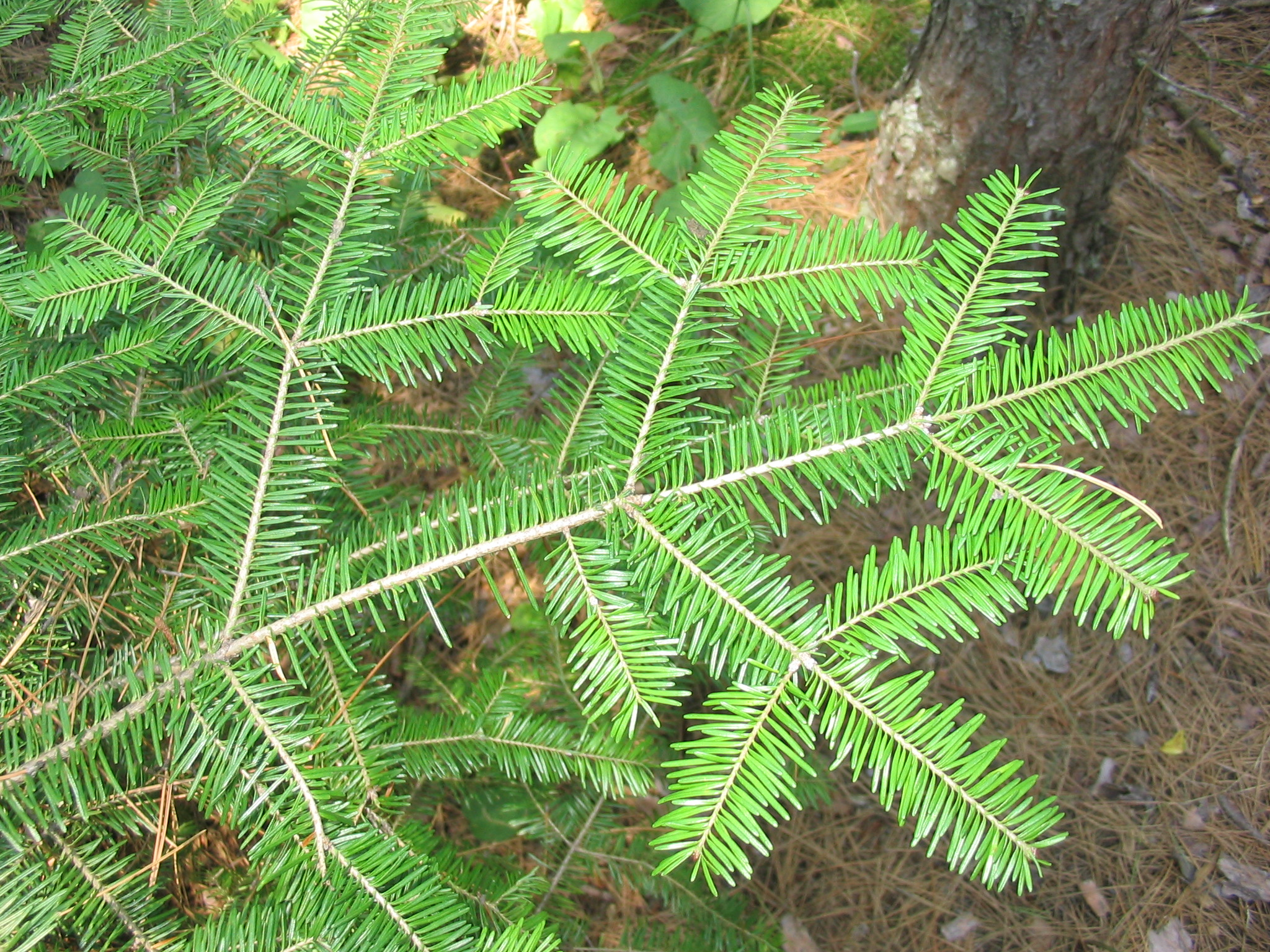
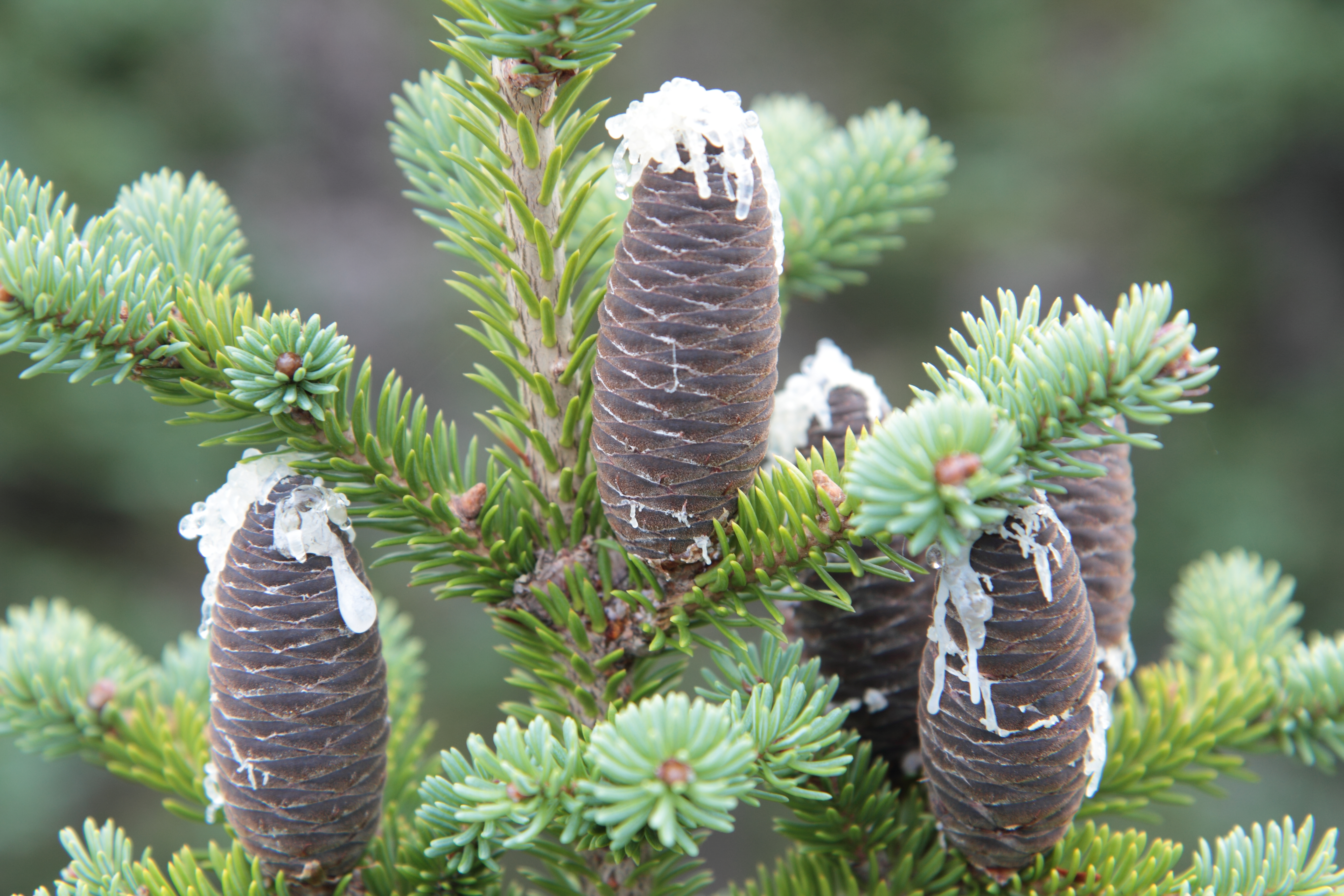